# منج وانزو
منج وانزو (بالصينية: 孟晚舟) وتعرف أيضًا باسم صابرينا منج وكاثي منج (مواليد 1972) المديرة المالية لشركة هواوي الصينية وهي ابنة مؤسس الشركة. أثناء تبديل طائرتها في مطار فانكوفر الكندي، ألقت السلطات الكندية القبض عليها في 1 ديسمبر 2018 بطلب من الحكومة الأمريكية بحجة مخالفة العقوبات الأمريكية المفروضة على إيران؛ حيث اتهمت باستخدام شركات واجهة للتعامل مع إيران. احتجت الحكومة الصينية على الإجراء الكندي وحذرت الحكومة الكندية من «عواقب وخيمة» إذا لم تطلق سراح منج وانزو. واستدعت السفير الكندي في بكين لإبلاغ احتجاجها الشديد.
أتى الاعتقال في وقت تدور فيه حرب تجارية بين الصين والولايات المتحدة ومخاوف من علاقات شركات التقنية الصينية بالمؤسسة العسكرية الصينية وتأثير ذلك على الأمن القومي للدول الغربية.
بعد جلسة استماع لثلاثة أيام، أطلقت السلطات الكندية سراحها بكفالة مالية بقيمة 10 ملايين دولار كندي واشترطت المحكمة تحديد مكان إقامتها وأن ترتدي سوارًا للتتبع.

## استشهادات
1. ↑  قائمة المشاركين في دافوس 2014، QID:Q114752493
2. ↑  "كندا تعتقل المدير المالي لـ"هواوي".. فما السبب؟". سي إن إن. 6 ديسمبر 2018. مؤرشف من الأصل في 2019-05-13. اطلع عليه بتاريخ 2018-12-09.
3. ↑  "الصين تحذر كندا من "عواقب وخيمة" إذا لم تطلق سراح المديرة المالية لهواوي". بي بي سي عربي. 8 ديسمبر 2018. مؤرشف من الأصل في 2019-03-30. اطلع عليه بتاريخ 2018-12-09.
4. ↑  "كندا تطلق سراح المديرة المالية لهواوي الصينية بكفالة". الجزيرة. 12 ديسمبر 2018. مؤرشف من الأصل في 2019-01-27. اطلع عليه بتاريخ 2018-12-13.